# Efe Ambrose
Efe Ambrose, född 18 oktober 1988 i Kaduna, är en nigeriansk fotbollsspelare som spelar för Livingston. Han har bland annat spelat för Celtic.
Vid fotbollsturneringen under OS 2008 i Peking deltog han med det nigerianska U23-laget som tog silver.